# Juan de Artois, conde de Eu
Juan de Artois (1321-1387) llamado Sin Tierra (Sans Terre), fue hijo de Roberto III de Artois, conde de Beaumont-le-Roger, y de Juana de Valois. Por tanto miembro de la Dinastía de los Capetos y sobrino del rey Felipe VI de Francia.
La Confiscación de los bienes de su padre tras la falsificación de documentos en la reclama del condado pairal del Artois es lo que le trajo el apodo anteriormente mencionado, carecía de herencia. Durante el exilio de su padre, él, sus hermanos y su madre, hermana del rey, fueron puestos en prisión en Castillo-Gaillard por orden de este.
En 1350 el hijo de Felipe VI, Juan el Bueno le cede el condado de Eu. Dos años después contrae matrimonio con Isabel de Melún (1328-1389) quien le da varios hijos:
- Juana de Artois (1353–1420)
- Juan de Artois (1355–1363), señor de Peronne
- Roberto IV de Artois, conde de Eu (1356–1387)
- Felipe de Artois Conde de Eu (1357–1397)
- Carlos de Artois (1359–1368)
- Isabel de Artois (1361–1379)

En 1356, durante el desarrollo de la Batalla de Poitiers fue capturado por las tropas inglesas, pero ya para 1358 había sido pagado su rescate. Murió en el Castillo de Eu en 1387 siendo sucedido por el mayor de sus hijos.
| Predecesor: Dominio Real | Conde de Eu 1350-1387 | Sucesor: Roberto de Artois |

- Datos: Q1379693
- Multimedia: John of Artois / Q1379693